# Jake Grove
Jake Grove (født 22. januar 1980 i Johnson City, Tennessee, USA) er en tidligere amerikansk footballspiller, der spillede i NFL som center for henholdsvis Oakland Raiders og Miami Dolphins.

## Klubber
- 2004-2008: Oakland Raiders
- 2009-2010: Miami Dolphins